# アリハン・スマイロフ
アリハン・アシャヌリー・スマイロフ（カザフ語: Әлихан Асханұлы Смайылов、1972年12月18日 - ）は、カザフスタンの政治家。2022年から2024年までカザフスタンの首相を務めた。

## 経歴
1972年、アルマトイ出身。1994年にアル＝ファラビ・カザフ国立大学で応用数学の学位を取得し、1996年にKIMEP大学で行政学の修士号を取得した。
1993年から1999年まで投資民営化基金『A-Invest』にチーフスペシャリストとして勤務。官職では国家統計局副次長、同次長、統計計画改革庁統計分析委員会副委員長を歴任したほか、主任専門家、経済部門の責任者、大統領府の国家監察官を経験した。
1999に統計庁長官、2003年に外務次官、2006年より財務次官、2009年より統計庁長官、2014年より国民経済省統計委員長、2015年12月11日に大統領補佐官に任命される。2018年8月に財務大臣に就任し、2019年2月25日より第一副首相に就任（財務大臣は2020年5月18日まで兼任）。2021年1月18日にはカシムジョマルト・トカエフ大統領より第一副首相に再任。
2022年1月5日に首相代行、11日になって正式に首相に任命。テクノクラートとしてトカエフの右腕となることが期待され、在任中は新型コロナウイルスへの対応に追われた。2023年3月30日に首相再任。2024年2月5日に内閣総辞職し、ロマン・スクリャール第一副首相が首相代行となった。